# Làng Łambinowice
Łambinowice phát âm ['wambinɔˈvit͡sɛ] (tiếng Đức: Lamsdorf) là một ngôi làng ở hạt Nysa, Opole Voivodeship, ở phía tây nam Ba Lan. Đó là chỗ ngồi của gmina (khu hành chính) được gọi là Gmina ambinowice. Nó cách khoảng 17 km phía đông bắc Nysa và 31 km về phía tây nam của thủ đô khu vực Opole.
Łambinowice là địa điểm của Trại Lamsdorf, từng là trại tù nhân trong cuộc chiến tranh Pháp-Phổ năm 1870, và Chiến tranh thế giới thứ nhất cũng như lần thứ hai. Khi khu vực trở thành Ba Lan, trại được duy trì dưới dạng Trại Łambinowice và phục vụ như một trại lao động cưỡng bức và tái định cư cho người Đức.

## Làng
Lần đầu tiên được đề cập dưới tên Lambinowicz vào năm 1273, thị trấn đã chia sẻ số phận của Thượng Silesia và vùng đất Opole trong suốt các thời đại. Chịu thiệt hại nhiều bởi các cuộc chiến của thế kỷ 17, đáng chú ý nhất là Chiến tranh Ba mươi năm, nó mất đi phần lớn ý nghĩa của nó như là một trung tâm thương mại và bị thu nhỏ lại thành một ngôi làng nhỏ.

## Trại

### Đế chế Đức
Năm 1864, một cơ sở huấn luyện quân sự lớn được thành lập quanh làng. Trong Chiến tranh Pháp-Phổ, một tù nhân của trại chiến tranh cho binh lính Pháp đã được đặt trong khuôn viên của trại huấn luyện. Trong đó, hơn 3000 người đàn ông đã bị giam giữ, 53 người trong số họ đã chết và được chôn cất tại nghĩa trang địa phương. Trại đã được hoạt động trở lại trong Thế chiến I, khi người Đức thiết lập một trong những trại lớn nhất cho tù nhân chiến tranh, có khoảng 90.000 người bị giam giữ, chủ yếu đến từ Vương quốc Anh, Nga, Ý và Serbia. Do điều kiện nhà ở tồi tàn, khoảng 7000 người đàn ông đã chết trong tình trạng bị giam cầm.

### Đức quốc xã
Đóng cửa sau Hiệp ước Versailles, trại một lần nữa được mở cửa trở lại vào ngày 3 tháng 9 năm 1939, ngay sau khi Chiến tranh phòng thủ Ba Lan bùng nổ. Trại Stalag VIII-B khét tiếng chứa khoảng 100.000 tù nhân Ba Lan. Sau khi bùng nổ cuộc xung đột Xô-Đức, một số người Ba Lan đã được chuyển đến nơi giam giữ khác trong khi hàng ngàn tù nhân Liên Xô bị giam cầm trong điều kiện bi thảm trong một trại riêng có tên Stalag VIII-F. Nhìn chung, trong suốt Thế chiến II, hơn 300.000 tù nhân Đồng minh và Liên Xô đã đi qua cổng trại tại Lamsdorf, khoảng 40.000 đến 100.000 người trong số họ đã chết. Hầu hết những người đã thiệt mạng được chôn cất trong các ngôi mộ tập thể ở ngôi làng Klucznik gần đó và tại nghĩa trang địa phương.
Vào tháng 10 năm 1944, các binh sĩ và sĩ quan đã được đưa đến đây từ Warsaw Rising, bao gồm hơn 1.000 phụ nữ. Sau đó, hầu hết trong số họ đã được chuyển đến các trại khác.

### Ba Lan
Sau khi Liên Xô tiếp quản khu vực này, vào ngày 17 tháng 3 năm 1945, Hồng quân đã chiếm trại và tiếp tục vận hành nó, lần này tổ chức này giam giữ các tù nhân chiến tranh Đức.
Một trại trung chuyển, do Bộ An ninh Nội bộ điều hành và được chỉ huy bởi Czesław Gębourski (sau đó bị đưa ra xét xử tội ác mất nhân tính vì hành động của anh ta trong trại), cũng được tạo ra gần đó, phục vụ như một trại giam, lao động và tái định cư cho người Silesia Đức, như là một điểm "xác minh" cho người Silesia, cũng như một trại cho các cựu quân nhân của Quân đoàn II Ba Lan của Anders, người mà chính quyền cộng sản mới của Ba Lan coi là nguy hiểm. Trong số 8000  tập sinh, ước tính có khoảng 1000 đến 1.500 dân thường Đức đã chết trong trại, chủ yếu là do sốt phát ban và ngược đãi  từ các quan chức trại. Hơn 1.130 tên được liệt kê trong nghĩa trang.

### Đài kỷ niệm
Hiện tại ký ức của các tù nhân được lưu giữ bởi một tượng đài lớn dành cho tất cả các nạn nhân của trại, cũng như Bảo tàng Tù nhân Chiến tranh Trung ương, tổ chức như vậy duy nhất ở Ba Lan và một trong số rất ít trên thế giới.